# Mazací lis
Pojem mazací lis je „terminus technicus“ zažitý pro určitou skupinu mazacích čerpadel a pump. 
- Mazací lis je pomocné zařízení parního stroje, které do něj pod tlakem čerpá válcový olej.

Jedná se o kovovou nádrž s olejem, v níž je umístěno několik malých pístových nebo plunžrových čerpadel. Písty čerpadel jsou poháněny vačkami na hřídeli, která prochází lisem. Hřídel lisu je obvykle poháněna pohybem křižáku pomocí táhla a západkového mechanismu. Od mazacího lisu je olej rozváděn soustavou trubiček do míst spotřeby – šoupátkových komor, případně i válců parního stroje.
Mazací lis brzy nahradil kondenzační maznice, používané na počátku parní éry.
- Mazací lis je též zařízení určené pro mazání běžnými plastickými mazivy, obvykle na ruční pákový, nebo i na elektrický pohon. Vyústění je obvykle vysokotlakou hadicí nebo kovovým trubkovým nástavcem, které jsou zakončené několikačelisťovým zakončením, jež se nasazuje na maznici umístěnou na mazaném spoji.